# SkyRoads (Computerspiel)
SkyRoads ist ein 3D-ähnliches Jump-’n’-Run-Computerspiel aus dem Jahr 1993. Entwickelt wurde es unter dem Namen Bluemoon vom estländischen Programmierer Jaan Tallinn, der später auch an der Entwicklung von Skype und Kazaa beteiligt war.
Ziel des Spiels ist es, mit einem flugunfähigen Raumgleiter ins Ziel zu gelangen, indem man von Plattform zu Plattform springt, ohne herunterzufallen oder den Treibstoff aufzubrauchen. Das Spielprinzip erfand Bluemoon bereits 1989 mit dem Spiel Kosmonauts – mit mäßigem Erfolg. Skyroads hingegen fand als Shareware-Version im damals gerade aufkommenden Internet starke Verbreitung. Heute steht die Vollversion des Spiels als Freeware kostenlos zum Download zur Verfügung.

## Spiel
Obwohl das Cockpit (mit Geschwindigkeits-, Treibstoff-, Sauerstoff-, Gravitations- und Fortschritts-Anzeige) immer im Bild ist, sieht man das Fahrzeug aus einer Third-Person-Perspektive von hinten. Es kann sich nur seitwärts sowie springend nach oben bewegen, während sich die bodenlose, hauptsächlich aus Quadern zusammengesetzte Landschaft unter dem Fahrzeug hindurch auf den Spieler zubewegt. Das Spiel kann zwar mit Joystick oder Maus gespielt werden, wird aber klassischerweise mit den Pfeiltasten (Richtung und Geschwindigkeit) in Verbindung mit der Leertaste (Springen) gespielt. In jedem Level herrscht eine unterschiedlich hohe Gravitation (von 100 bis 1700), die sich auf die Sprunghöhe auswirkt. Bei normaler Gravitation verhält sich der Boden elastisch und der Gleiter federt nach Sprüngen mehrfach nach. Wenn dem Raumgleiter der Sprit ausgeht, es gegen ein Hindernis prallt oder von einer Plattform fällt, wird der Level neu gestartet.
Die Farbe der Plattform zeigt ihre jeweiligen Eigenschaften:
- Dunkelgrau: Raumgleiter steuert weder links noch rechts.
- Dunkelgrün: Raumgleiter bremst.
- Hellgrün: Raumgleiter beschleunigt.
- Hellrot: Raumgleiter explodiert, außer am äußersten Rand.
- Blau: Sauerstoff und Treibstoff werden wieder aufgefüllt.

Am Ende jedes Levels fährt man durch einen Tunnel, der in den leeren Raum führt.

## Nachfolger
1994 wurde ein „Skyroads XMAS-Special“ mit neuen, schwierigeren Levels veröffentlicht. Es wurde jedoch nie so populär wie das Original.
Mittlerweile existiert eine Reihe von Klonen, etwa „Tasty Static“ (sogar mit Level-Editor) und „Orbit-Hopper“, die echtes 3D (etwa OpenGL) verwenden.